# Solanum americanum
Espèce
Classification APG III (2009)
Solanum americanum est une espèce de plantes à fleurs originaire des Amériques mais naturalisée à un niveau mondial. 

## Description
Plante herbacée pouvant atteindre 70 cm, étalée ou dressée, elle possède des tiges ramifiées, verdâtres souvent teintées de violet foncé.

## Utilisation
A la Réunion, elle est consommée en brède, et est désignée sous le terme de brède morelle, nom qu'elle partage avec la Morelle noire.

## Toxicité
La recherche indique la présence de glycoalcaloïdes dans cette plante et elle avertit sur les usages de cette plante en médecine des plantes et comme nourriture. Leur fruit vert est un poison et a causé la mort d'enfants. Les feuilles et la tige sont aussi un poison.
Sa toxicité varie en fonction de la souche génétique et des conditions locales (sol et pluies) Les experts en toxicologie de cette plante avertissent : « Même si vous estimez que les baies viennent d'une souche comestible, laissez ces baies de côté. ».

## Remarque
- Solanum americanum Mill. ne doit pas être confondu avec Solanum americanum auct., nom illégitime synonyme de Solanum ptychanthum Dunal.